# Steve Vallos
Steve Vallos (Youngstown, 14 settembre 1984) è un ex giocatore di football americano statunitense che ha militato nel ruolo di centro nella National Football League (NFL). Fu scelto nel corso del settimo giro (232º assoluto) del Draft NFL 2007 dai Seattle Seahawks. Al college ha giocato a football alla Wake Forest University.

## Carriera

### Seattle Seahawks
Vallos fu scelto dai Seattle Seahawks nel settimo giro del draft 2007, trascorrendo la prima stagione nella squadra di allenamento. Dopo l'infortunio che pose fine alla stagione di Chris Spencer nel dicembre 2008, Vallos partì come centro titolare al suo posto, concludendo la stagione disputando tutte le 16 partite di cui 5 come titolare. Nel 2009 disputò ancora tutte le 16 partite, di cui tre come titolare, ma fu svincolato il 5 settembre 2010.

### Cleveland Browns
Vallos firmò coi Cleveland Browns il 7 settembre 2010. Con essi scese in campo in 10 gare nel 2010 e in una nel 2011.

### Philadelphia Eagles
Dopo la scadenza del contratto coi Browns, Vallos firmò coi Philadelphia Eagles con cui disputò 2 gare prima di venire svincolato.

### Jacksonville Jaguars
Il 30 ottobre 2012, Vallos firmò con i Jacksonville Jaguars con cui concluse la stagione 2012 giocando due gare di cui una come titolare.

### Denver Broncos
Il 28 luglio 2013, Vallos firmò coi Denver Broncos per sostituire Dan Koppen, che si era rotto il legamento collaterale anteriore quello stesso giorno. Nella sua prima stagione nel Colorado disputò 15 partite, arrivando fino al Super Bowl XLVIII perso contro la sua ex squadra, i Seahawks.

## Palmarès

### Franchigia
- American Football Conference Championship: 1

Denver Broncos: 2013